# Protestantse kerk (Lith)
De Protestantse Kerk is een kerkgebouw in de Nederlandse plaats Lith.

## Geschiedenis
In het overwegend katholieke gebied kregen de protestanten na de reformatie voet aan wal. De bestaande Sint-Lambertuskerk in Lith werd aan de protestanten toegewezen en de katholieken waren aangewezen op een schuurkerk. Door de beperkte omvang van het aantal protestanten, was het lastig de kerk te onderhouden, waardoor deze steeds verder verviel. Na de Franse tijd in Nederland moesten de protestanten de kerk teruggeven aan de katholieken, maar er werd besproken dat zij de kerk nog wel konden huren. De kerk werd uiteindelijk in 1944 verwoest tijdens gevechten in de Tweede Wereldoorlog.
Na de oorlog werd een nieuwe kerk gebouwd, naar ontwerp van J.H.Epen. Hij ontwierp een zaalkerk in de stijl van de Bossche School. In de voorgevel is een rond venster aangebracht en de toren met kleine spits is aan deze zijde aanwezig. In de zijgevels zijn spitsboogvensters aangebracht en aan de achterzijde een halfronde apsis. In de kerk is een orgel aanwezig van de firma Van Vulpen, in 1991 overgenomen van de Hervormde Kerk in Rotterdam-Katendrecht. 